# Brendan Galloway
Brendan Joel Zibusiso Galloway (ur. 17 marca 1996 w Harare) – angielski piłkarz zimbabwejskiego pochodzenia, występujący na pozycji obrońcy w angielskim klubie Everton. Były młodzieżowy reprezentant Anglii.

## Kariera klubowa
Galloway przeprowadził się do Anglii w wieku sześciu lat. Był najmłodszym zawodnikiem, który zadebiutował w pierwszym zespole w historii Milton Keynes Dons; wszedł w 79. minucie w meczu z Nantwich Town, w pierwszej rundzie pucharu Anglii. W lidze zadebiutował 28 kwietnia 2012 roku, kiedy to Milton Keynes Dons grał z Rochdale. 2 sierpnia 2014 roku związał się pięcioletnim kontraktem z Evertonem.

## Kariera reprezentacyjna
Galloway uczęszczał do szkoły podstawowej w Zimbabwe, przez swoją dobrą grę został zauważony przez angielskich skautów, po czym został włączony do reprezentacji do lat 17. W sierpniu 2012 roku zagrał pierwszy mecz z Wyspami Owczymi. Uczestniczył w eliminacjach do Mistrzostw Świata do lat 19.